# Gödöllői Kisvasút
| Gödöllői Kisvasút                                 | Gödöllői Kisvasút   |
| ------------------------------------------------- | ------------------- |
| Personenverkehr                                   |                     |
| Streckenverlauf im nördlichen Teil des Arboretums |                     |
| Streckenlänge:                                    | 0,4 km              |
| Spurweite:                                        | 600 mm (Schmalspur) |
|                                                   |                     |

Die Gödöllői Kisvasút war eine 400 Meter lange Museums-Schmalspurbahn mit einer Spurweite von 600 mm bei Gödöllő (deutsch Getterle) im ungarischen Komitat Pest.

## Beschreibung
Die ehrenamtlich betriebene Kleinbahn verlief im Arboretum von Gödöllő. Die zunächst 400 m lange eingleisige Strecke besaß zwei Stationen und eine Abzweigung zum Lokschuppen. Es war geplant, die Strecke auf fünf Kilometer bis zum Haltepunkt Gödöllő-Állami telepek an der Hauptbahn Budapest–Hatvan zu verlängern.
Während der Arbofest-Veranstaltung am 2. Juni 2018 konnten Besucher erstmals mit der von einer Lokomotive vom Typ El-9 gezogenen Bahn fahren. Aufgrund von Finanzierungsschwierigkeiten und einem Betreiberwechsel wurde der Betrieb der Bahn im Oktober 2023 eingestellt.

## Fahrzeugbestand
- El-9 Batterielokomotive (von der Kemencei Erdei Múzeumvasút)
- Karlik-Batterielokomotive (von der Kemencei Erdei Múzeumvasút)
- UE-28 Diesellokomotive